# Filip Peliwo
Filip Peliwo (ur. 30 stycznia 1994 w North Vancouver) – polski tenisista reprezentujący Kanadę do 2022 roku, zwycięzca Wimbledonu 2012 i US Open 2012 oraz finalista Australian Open 2012 i French Open 2012 w grze pojedynczej chłopców, lider rankingu ITF, medalista mistrzostw Polski.
Najwyżej sklasyfikowany w rankingu ATP w singlu był na 161. miejscu (21 maja 2018), a w deblu na 321. pozycji (19 marca 2018).
Peliwo od początkowych lat życia trenował w Montrealu w National Training Center. Jako jedyny z trójki rodzeństwa nie urodził się w Polsce, skąd pochodzą jego rodzice.

## Kariera tenisowa

### Kariera juniorska
W grudniu 2011 roku osiągnął półfinał mistrzostw juniorów. W styczniu 2012 roku dotarł do finału juniorskiego Australian Open. W meczu o mistrzostwo przegrał z Lukiem Saville 3:6, 7:5, 4:6. Podczas juniorskiego French Open również osiągnął finał, w którym przegrał 1:6, 4:6 z Kimmerem Coppejansem. W lipcu 2012 roku, dzięki zwycięstwie nad Lukiem Saville, zwyciężył w juniorskim Wimbledonie. W grze pojedynczej chłopców podczas US Open 2012 zwyciężył w finale z Liamem Broadym 6:2, 2:6, 7:5.

### Statystyki

#### Historia występów w juniorskim Wielkim Szlemie w singlu
| Turniej         | 2011 | 2012 |
| --------------- | ---- | ---- |
| Australian Open | 1R   | F    |
| French Open     | 2R   | F    |
| Wimbledon       | 1R   | W    |
| US Open         | 3R   | W    |

#### Historia występów w juniorskim Wielkim Szlemie w deblu
| Turniej         | 2011 | 2012 |
| --------------- | ---- | ---- |
| Australian Open | 1R   | QF   |
| French Open     | 1R   | 1R   |
| Wimbledon       | 1R   | QF   |
| US Open         | 1R   | 2R   |

#### Finały juniorskich turniejów wielkoszlemowych

##### Gra pojedyncza (2–2)
| Legenda               |
| Australian Open (0–1) |
| French Open (0–1)     |
| Wimbledon (1–0)       |
| US Open (1–0)         |

| Wygrane według nawierzchni |
| Twarda (1–1)               |
| Ceglana (0–1)              |
| Trawiasta (1–0)            |
| Dywanowa (0–0)             |

| Końcowy wynik | Rok  | Turniej         | Nawierzchnia | Przeciwnik       | Wynik finału  |
| Finalista     | 2012 | Australian Open | Twarda       | Luke Saville     | 3:6, 7:5, 4:6 |
| Finalista     | 2012 | French Open     | Ceglana      | Kimmer Coppejans | 1:6, 4:6      |
| Zwycięzca     | 2012 | Wimbledon       | Trawiasta    | Luke Saville     | 7:5, 6:4      |
| Zwycięzca     | 2012 | US Open         | Twarda       | Liam Broady      | 6:2, 2:6, 7:5 |